# 永登浦市场站
永登浦市場站（：／ Yeongdeungpo-sijang yeok */?）是首都圈電鐵5號線沿線的一座地下車站，位於韓國首爾特別市永登浦區永登浦洞5街。

## 車站構造
站體為2面2線側式月台的地下車站，候車設有月台幕門，並有4處出口。
興建時地下4樓曾預留首爾地鐵3期路網計劃10號線的轉乘通道，但該線計劃廢止後便閒置至今。

### 月台配置
| 永登浦區廳 ↑ |
| \| 上        |
| ↓ 新吉       |

| 月台 | 路線             | 目的地                                       |
| ---- | ---------------- | -------------------------------------------- |
| 上行 | ●首都圈電鐵5號線 | 永登浦區廳、喜鵲山、金浦機場、傍花方向       |
| 下行 | ●首都圈電鐵5號線 | 汝矣島、光化門、上一洞、河南黔丹山、馬川方向 |

## 歷史
- 1996年8月12日：落成啟用。

## 車站周邊
- 首爾市南部教育支援廳
- 永登浦市場
- KT永登浦營業所
- 共同民主党首爾市黨部
- 韓國教師與教育員工工會總部
- 時代廣場（朝鲜语：타임스퀘어 (서울)）
  - E-mart永登浦店
  - 新世界百貨永登浦店

## 圖片

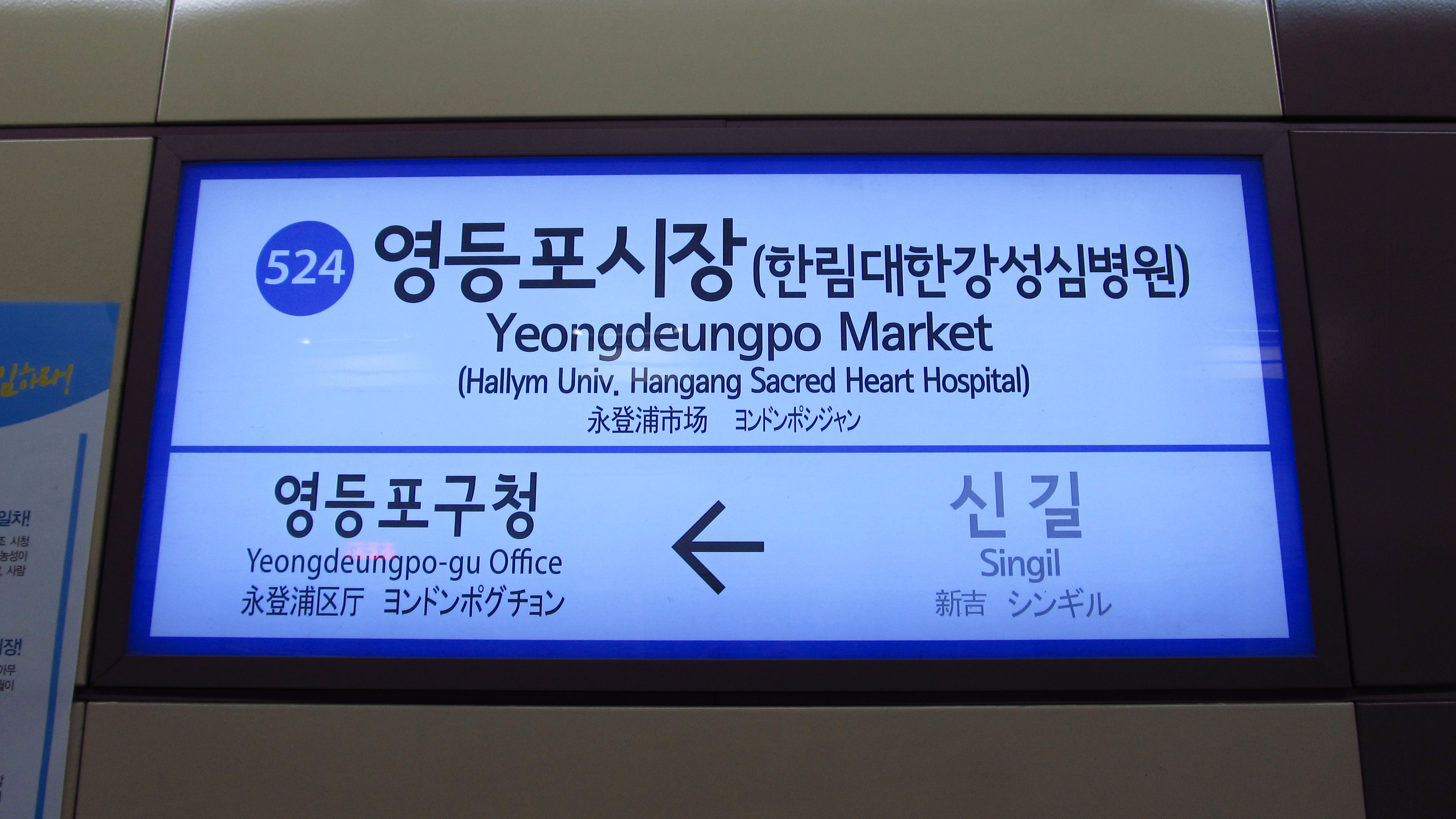
站名牌（更名前）
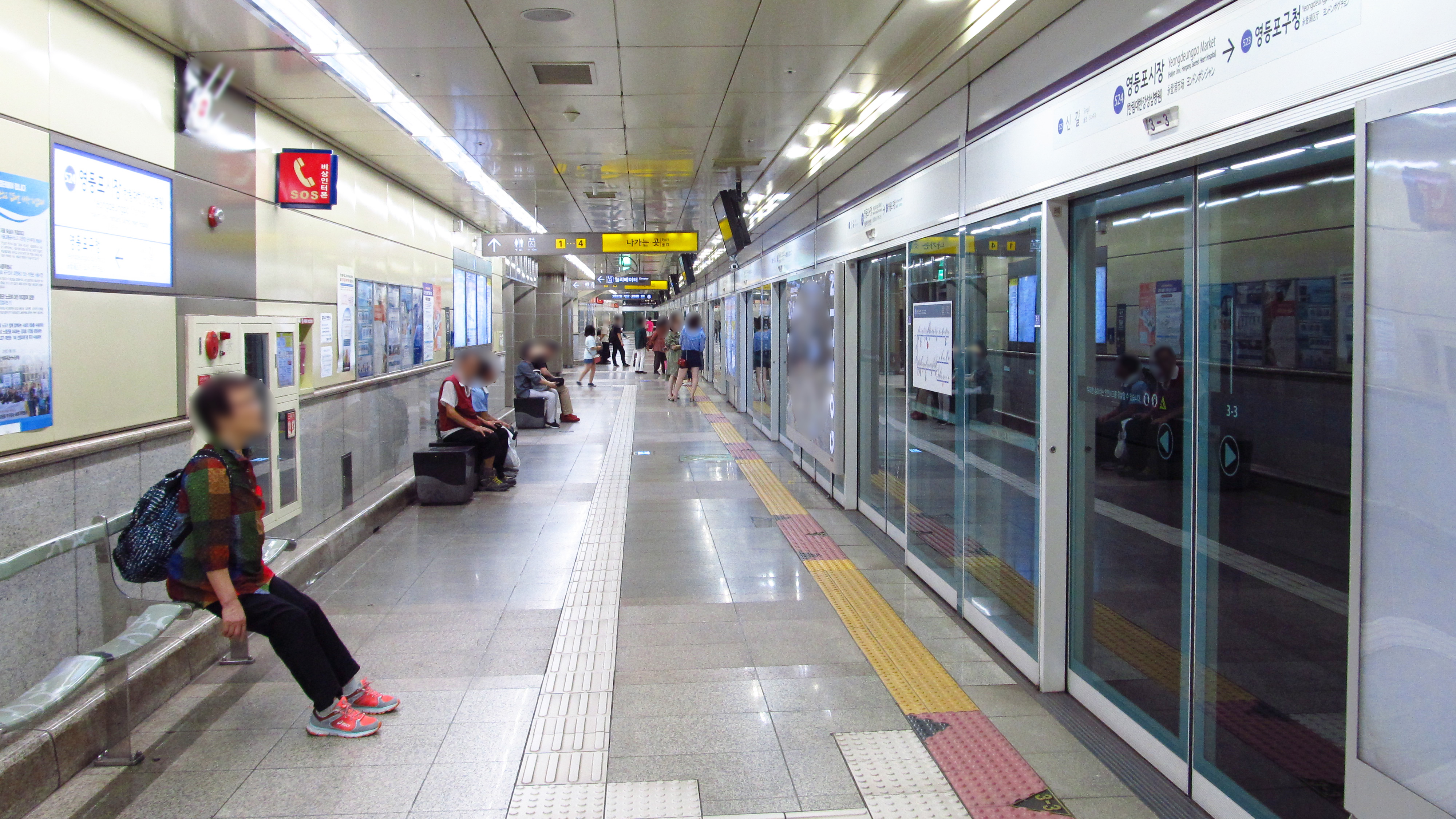
候車月台
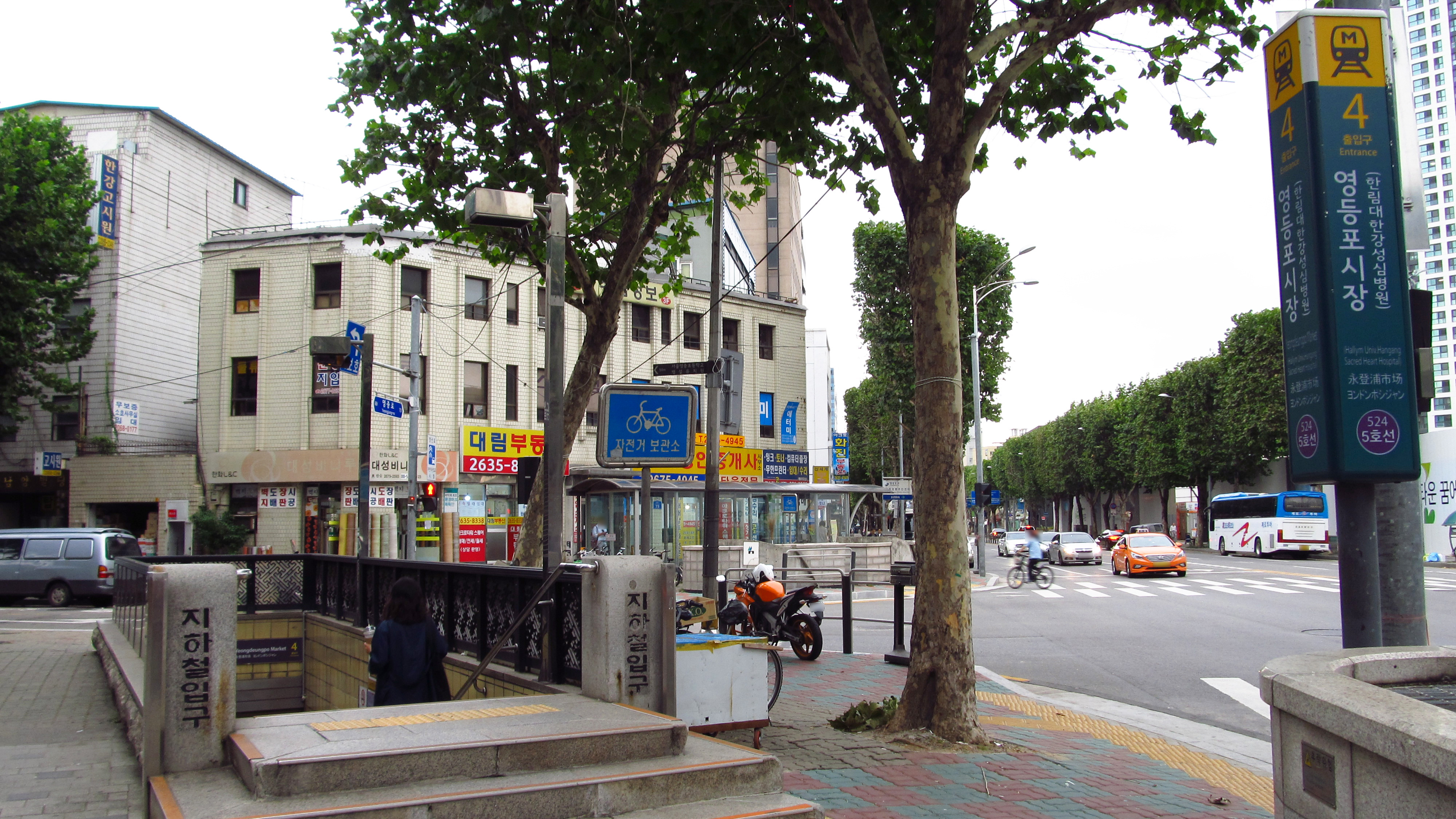
4號出口

## 相鄰車站
首爾交通公社
●首都圈電鐵5號線
永登浦區廳（523）－永登浦市場（524）－新吉（525）